# Kinheim (Alemanha)
Kinheim é um município da Alemanha, localizado no distrito Bernkastel-Wittlich,  no estado de Renânia-Palatinado.